# 2012年6月臺灣
| << | 2012年6月 （民國101年） | >> |    |    |    |    |
| \| 日 \| 一 \| 二 \| 三 \| 四 \| 五 \| 六 \| \| \| \| \| \| \| 1 \| 2 \| \| 3 \| 4 \| 5 \| 6 \| 7 \| 8 \| 9 \| \| 10 \| 11 \| 12 \| 13 \| 14 \| 15 \| 16 \| \| 17 \| 18 \| 19 \| 20 \| 21 \| 22 \| 23 \| \| 24 \| 25 \| 26 \| 27 \| 28 \| 29 \| 30 \| \| \| \| \| \| \| \| \| |                         |    |    |    |    |    |
| 臺灣新聞動態／維基新聞 |                         |    |    |    |    |    |
| 世界／中国大陆／臺灣 |                         |    |    |    |    |    |
| 日 | 一                      | 二 | 三 | 四 | 五 | 六 |
| |                         |    |    |    | 1  | 2  |
| 3 | 4                       | 5  | 6  | 7  | 8  | 9  |
| 10 | 11                      | 12 | 13 | 14 | 15 | 16 |
| 17 | 18                      | 19 | 20 | 21 | 22 | 23 |
| 24 | 25                      | 26 | 27 | 28 | 29 | 30 |
| |                         |    |    |    |    |    |

## 6月29日
- 最新2012《遠見雜誌》縣市總體競爭力大調查出爐！台北市在許多項目都拿下全國第1，新竹市、嘉義市分居2、3名。台中市的治安則在五都中排行第一，首度超越台北市。自由電子報[]中央日報網路報

## 6月27日
- 曾被譽為台灣四大名園之一的新竹潛園，其僅剩的門樓，遭建商怪手無預警拆除。因新竹市文化局未將潛園遺址列為法定文化資產，因此市長許明財表示，市政府無法阻止建商開發，只能收集剩下建材，準備異地重建。自由時報

## 6月26日
- 國內16個動物園及保育機構首次為台灣黑熊的保育攜手合作，今天在台北市立動物園共同簽署「台灣黑熊復育合作保育宣言」。亞洲黑熊是瀕臨絕種動物，而台灣黑熊是亞洲黑熊分布於台灣的特有亞種，是台灣唯一原生的熊科動物。由於棲息地縮減、破碎化與獵捕壓力，台灣黑熊族群分布範圍持續縮減，在1989年依野生動物保育法被公告為瀕臨絕種動物；也被列為華盛頓公約（CITES）附錄一的保育類動物。中央社中央日報網路報

## 6月23日
- 第23屆流行音樂金曲獎頒獎典禮今天在台北小巨蛋舉行，最佳國語女歌手獎由歌手蔡健雅獲得，亂彈阿翔擊敗強敵拿下最佳國語男歌手獎，最佳國語專輯獎由五月天的（no where-末日版）得獎，最佳台語男女歌手由荒山亮、謝金燕勝出。中央社

## 6月22日
- 行政院主計處新聞稿發布指出，民國101年（2012年）五月份人力資源調查統計結果，五月失業率為4.12%，與上月上升0.02%，較上年度五月份亦下降了0.15%。五月就業率，較上月上升0.15%，較上年度五月份則增1.54%。就業方向與上月比較，主要在服務部門增加（0.26%））、工業部門（0.09%）、農業部門則減少（0.75%）。但若與上一年度同月比較，服務部門增加（2.09%）、工業部門增加（0.88%）、農業部門亦增加（0.58%）。新聞稿/行政院主計處（页面存档备份，存于）

## 6月21日
- 內政部今天通過「禮儀師管理辦法」，明定禮儀師資格要件，辦法將與新修正的殯葬管理條例在7月1日上路；配合喪禮服務職類乙級技能檢定的開辦期程，預計明年核發禮儀師證書。中央社

## 6月20日
- 前立法委員廖福本因多重器官衰竭，晚間10時17分病逝台大醫院，享壽75歲。中央社（页面存档备份，存于）

## 6月18日
- 在新竹擔任科技公司經理的臺灣公民鍾鼎邦在中國遭拘捕，引發家屬與全球各界的持續救援行動。中央通訊社中央廣播電臺 Radio Taiwan International自由時報

## 6月16日
- 美國匹茲堡2012年國際發明展今天頒獎，台灣代表團共拿下40面金牌。其中勤益科技大學拿下大會第2大獎與遠東最佳發明獎，成為最大贏家。中央社

## 6月15日
- 國內知名吃到飽餐廳「饗食天堂」食物中毒案件，禍首疑為南韓生蠔，美國食品藥物管理局在當地時間14日發布新聞， 韓國銷往美國的蠔貝等水產品，遭到污染且可能帶有諾羅病毒，有致腸胃炎之虞，遭美國當局要求下架。衛生署已請韓國駐台單位調查，了解日前饗食天堂食物中毒案是否與此有關。中央社聯合新聞網
- 中央氣象局表示，花蓮縣今天凌晨0時15分發生芮氏規模5.4地震，截至上午11時為止，共發生58次餘震，其中有感餘震31次。18日又連續發生10起有感地震，芮氏規模2.9到4.2，最大震度5級。中央氣象局地震測報中心說，是屬於15日花蓮規模5.4地震後的餘震。中央廣播電臺中央社（页面存档备份，存于）

## 6月13日
- 台灣自9日開始連日來豪雨成災，農委會水保局土石流防災中心主任陳美珍表示，這波豪雨僅11到13日上午9時雨量就破1000毫米(mm)，是有統計以來梅雨季裡降雨量新高；中央災害應變中心統計全台因豪雨造成死傷人數，已造成6死、1失蹤、4傷。中央社１２
- 各地方政府近日因暴雨宣布停班停課的時間太晚，引發民眾抱怨，總統馬英九今天要求氣象局，未來在清晨4時提供一次較精準的豪雨特報和觀測，讓各縣市政府在5時30分前，決定並宣布是否停班停課。中央社（页面存档备份，存于）
- 中央氣象局表示，新竹縣尖石鄉今天下午4時22分，發生芮氏規模4.9地震，地震深度為6.7公里，屬於「極淺層地震」，創下58年來紀錄，最大震度為竹北市的4級。中央社
- 美國職棒華盛頓國民隊台灣投手王建民今天先發出戰多倫多藍鳥，建仔主投5局失2分，飆出本季單場最高的5次三振，瓦解對方攻勢，助國民4比2擊敗藍鳥，成功拿下本季先發首勝，累積2勝2敗，防禦率4.67。中央社
- 美國職棒巴爾的摩金鶯隊台灣投手陳偉殷，今天主場掛帥先發面對匹茲堡海盜，他主投6.1局共挨8支安打，包括一發陽春彈，丟掉4分，靠著隊友打擊護航，終場金鶯以8：6贏球，也拿下本季第6勝。中央社[永久]

## 6月12日
- 今年首波西南氣流挾帶雷雨胞從6月10日起由南往北，西半部十六縣市首當其衝，連夜超大豪雨一路北移，從中台灣發生土石流，活埋工寮、宿舍，接著水淹桃竹苗，重創大台北。市區淹水、道路坍方及土石流頻傳。中國時報A1/要聞[]

- 桃園縣政府上午6時宣布6月12日全縣停班停課，新北市政府上午6時40分宣布高中以下停課，台北市上午10時臨時宣布停止上班，為配合已開盤的股匯市交易，金管會要求銀行配合交割清算部門必須上班到下午3時30分，由於涉及匯款需求，銀行各地分行也都維持營業。工商時報A4/綜合要聞[]中國時報C2/新北市金馬新聞[]

- 電價調漲引發民怨，監院昨通過彈劾前台電董事長陳貴明、前總經理涂正義、現任總經理李漢申及前經濟部能源局長葉惠青等四人，監察院調查台電向民營電廠購電案，發現台電向九家民營電廠簽訂二十五年長期購電合約，依合約內容，應隨國內利率水準調降而重新議約，但台電官員竟怠忽職守，導致台電增加約五十九億元的購電支出，將全案移送最高法院檢察署（即特偵組）偵辦。自由電子報

## 6月11日
- 受豪雨造成道路中斷影響，三縣市六地停班停課。高雄市政府宣布那瑪夏區、桃源區及茂林區6月11日停止上班、上課。屏東縣政府也因屏東山區的霧台鄉道路中斷、伊拉橋封閉，宣布霧台鄉6月11日停止上班、上課。台中市和平區梨山里、平等里6月11日停課。中國時報 A3/焦點新聞[]

## 6月10日
- 宜蘭外海今天清晨5時發生芮氏規模6.5強震，全台有感，根據中央氣象局地震測報中心地震報告，最大震度在宜蘭、花蓮5級，這兩地搖晃時間也最久，都超過40秒，這也台灣今年以來最大規模的地震。中央社聯合新聞網[]
- 第一階段電價調漲方案今日起實施！政府原於四月十二日公告了電價「一次調漲方案」，但因社會反彈聲浪大，政府於五月一日時又改為「三階段調漲方案」。今日起電價先依原公告方案的調幅漲四十％；十二月十日再漲四十％，最後二十％則視台電提出的具體改革方案成效後，再決定調整日期。自由電子報

## 6月6日
- 中央氣象局表示今天將出現罕見的「金星凌日」，台灣各地從上午6時11分起，直到12時48分結束，民眾如果錯過這次的機會，下次要見到金星凌日，需再等105年，直到2117年才看得到。中央社（页面存档备份，存于）

- 臺東太麻里外海，在綠島和蘭嶼間海域，今天上午發生3起地震，最大達芮氏規模5.9，最大震度4級，屬於大區域地震，整個南台灣都感覺搖晃。中央社（页面存档备份，存于）

- 中油在4月1號大幅調高油價，隨後又連續9週調降，但已經被提高的物價現在卻「回不去了」，對此，國民黨立院黨團書記長徐耀昌表示，中油專業判斷不足，錯估情勢，讓執政團隊顏面盡失，要向社會大眾道歉。中時電子報[永久]

## 6月4日
- 中央氣象局原本估計，今天晚上的月偏食，台灣有2小時又45分觀賞過程，不過，因雲量偏多，氣象局只有在台中、彰化及金門拍攝到月偏食的影像。中央社（页面存档备份，存于）

## 6月2日
- 在最高法院判決環評案無效定讞後，台東縣政府重啟美麗灣度假村開發案環評案，引發民間團體抗議。蘋果日報（页面存档备份，存于）

- 中華民國總統馬英九在中正紀念堂全國反毒博覽會宣示推動世界性的紫錐花運動（英語：Echinacea Campaign），倡導「反毒總動員，由校園推向社會，由國內推向國際，全球一起來」。